# Erekcja pośmiertna
Erekcja pośmiertna – priapizm, z którym można się spotkać w przypadku zwłok mężczyzn, często zmarłych wskutek powieszenia. Dr Brierre zaobserwował pośmiertną erekcję wskutek powieszenia u 10 osób na całkowitą liczbę 114 denatów. Wystąpiła ona także u osoby, która strzeliła do siebie z pistoletu, jak i u takiej, która zażyła truciznę (w tym drugim wypadku erekcja była częściowa).

## Ogólna charakterystyka
Zjawisko to jest przypisywane naciskowi wywieranemu na móżdżek. Również uszkodzenia rdzenia kręgowego są powiązane z występowaniem priapizmu. 
Uszkodzenia móżdżku lub rdzenia kręgowego są także często powiązane z priapizmem u żyjących pacjentów.
Śmierć przez powieszenie (egzekucja lub samobójstwo) wywiera wpływ na narządy płciowe, zarówno mężczyzn, jak i kobiet. U kobiet obrzękają wargi sromowe i możliwe jest uwolnienie krwi z pochwy. U mężczyzn natomiast w jednym przypadku na trzy następuje bardziej lub mniej całkowita erekcja penisa oraz uwolnienie moczu, śluzu lub spermy. Do podobnych skutków mogą doprowadzić również inne przyczyny śmierci, takie jak: rany postrzałowe w mózg, uszkodzenie głównych naczyń krwionośnych lub nagła śmierć przez otrucie. Z punktu widzenia medycyny sądowej pośmiertny priapizm jest wskaźnikiem, że śmierć była prawdopodobnie gwałtowna; tak przynajmniej uważano w XIX wieku.

## Odniesienia w kulturze
- W akcie pierwszym sztuki Czekając na Godota Samuela Becketta[7].
- W dokumencie Channel 4 z 2003 roku na temat rozprawy Jacka Shepparda pt. The Georgian Underworld, Part 4: Invitation to a Hanging wspomniano, że egzekucja przez powieszenie wywołała erekcję[8].
- Pierwsza sekcja (Cyclops) Ulissesa Jamesa Joyce’a zawiera liczne odniesienia do erekcji pośmiertnej jako motyw[9].
- Michael Moore w swoim dokumencie Fahrenheit 9.11 umieścił amerykańskich żołnierzy „żartobliwie szturchających erekcję pośmiertną Irakijczyka”[10].
- W dziele Zmierzch i upadek cesarstwa rzymskiego Edward Gibbon zrelacjonował anegdotę przypisywaną Abu al-Fida, która głosi, że Ali ibn Abi Talib po śmierci Mahometa wykrzyknął O propheta, certe penis tuus cælum versus erectus est (O proroku, twój penis wznosi się po niebiosa)[11].
- Na końcu noweli Hermana Melville’a Billy Budd czystość moralna Billy’ego jest sugerowana przez fakt, że – odwrotnie do ogólnej reguły – nie doznaje erekcji po powieszeniu.
- W powieści Mason & Dixon Thomasa Pynchona Charles Mason mówi do siebie, że w jego doświadczeniu, zwykle to niewinni doznają pośmiertnej erekcji, a winni nie.
- W ostatnim zdaniu powieści Borisa Viana Napluję na wasze groby znajduje się wzmianka na temat absurdalnej erekcji ofiary linczu.
- W serialu Terapia (sezon 1, odcinek 2) klient opowiada terapeucie, że obawiał się erekcji w czasie, gdy był w stanie śmierci klinicznej.
- W drugim odcinku pierwszej serii serialu Sześć stóp pod ziemią (The Will) Nate Fisher spotyka się z tym zjawiskiem[12].
- Zjawisko przywołane jest także w jednej z książek Cyklu Inkwizytorskiego Jacka Piekary. Gdy główny bohater zostaje zaproszony na egzekucję przez powieszenie, pewna kobieta pragnie poznać jego doświadczenie i dowiedzieć się, czy to prawda, że po takiej śmierci mężczyzna uwalnia spermę.
- W serialu Prokurator (sezon 1, odcinek 9) denat wskutek ukąszenia przez egzotycznego pająka umiera. Denat po śmierci ma wzwód, jak wyjaśnia patolog, jest on spowodowany jadem pająka i nazywa się to erekcja pośmiertna.
- W filmie Clerks (reż. Kevin Smith) w końcowej scenie kobieta uprawia w ciemności seks z mężczyzną myśląc, że to jej partner. Patolog informuje sprzedawcę, że mężczyzna ten kilka godzin wcześniej zmarł na zawał i miał pośmiertną erekcję.